# Cuijk
Cuijk ( udtale ?) er en kommune og en by i den sydlige provins Noord-Brabant i Nederlandene.

## Kernerne
- Cuijk
- Sint Agatha
- Katwijk
- Beers
- Haps
- Linden
- Vianen